# سيمون ويستاواي
سيمون ويستاواي (بالإنجليزية: Simon Westaway)‏ هو ممثل أسترالي، ولد في 22 ديسمبر 1958 في أستراليا.

## وصلات خارجية
- سيمون ويستاواي على موقع IMDb (الإنجليزية)
- سيمون ويستاواي على موقع قاعدة بيانات الفيلم (الإنجليزية)